# Jessica Walther-Gabory
Jessica Walther-Gabory (* 1982 in Heidelberg) ist eine deutsch-französische Schauspielerin sowie Hörspiel- und Synchronsprecherin.

## Leben
Jessica Walther-Gabory wurde 1982 in Heidelberg geboren. Von 2002 bis 2006 absolvierte sie eine Schauspielausbildung an der Theaterakademie Köln. Seit 2007 arbeitet sie als Theaterschauspielerin, unter anderem am Wolfgang Borchert Theater in Münster. Walther-Gabory spricht Französisch und Deutsch als Muttersprache, sie bildete sich 2010 zur Synchronsprecherin weiter. Ihr Eintrag in der Deutschen Synchronkartei listet mehr als 200 Sprechrollen in Filmen und Fernsehserien, darunter als Stimme von Marion Cotillard in Allied – Vertraute Fremde.
Seit 2012 tritt Walther-Gabory als Filmschauspielerin auf, neben diversen Kurzfilmen beispielsweise in dem Fernsehfilm Im Netz sowie als deutsche Nachrichtensprecherin in The First Avenger: Civil War. Seit 2018 ist sie in verschiedenen Werbefilmen sowie in mehreren Folgen der Fernsehdokumentation Plan B des ZDF zu sehen. Seit 2024 ist sie im Hauptcast der Serie Die Spreewaldklinik.
Jessica Walther-Gabory lebt in Berlin.

## Filmografie (Auswahl)

### Filme und Serien
- 2012: Woanders / Elsewhere (Kurzspielfilm)
- 2013: Im Netz
- 2014: Who Am I – Kein System ist sicher
- 2014: Quatsch und die Nasenbärbande
- 2015: Liliput (Kurzspielfilm)
- 2015: Finsternis	(Kurzspielfilm)
- 2015: [Out of Fra]me	(Kurzspielfilm)
- 2016: The First Avenger: Civil War
- 2016: Rewind – Die zweite Chance
- 2017: Kartenhaus
- 2017: Meine Mutter ist unmöglich
- 2017: Chaos-Queens (Episode 2)
- 2019: Plan B – Klimahelden
- 2022: Rentnercops (Fernsehserie)
- 2022: Gute Zeiten, schlechte Zeiten (Folge 7549)
- 2023: Hotel Mondial (Fernsehserie)
- seit 2024: Die Spreewaldklinik (Fernsehserie)
- 2025: SOKO Potsdam (Fernsehserie)

### Synchronrollen (Auswahl)
- 2010: Mega Piranha für Tiffany als Dr. Sarah Monroe
- 2013–2021: Wentworth für Cassandra Magrath als Hayley Jovanka
- 2015: By the Sea für Mélanie Laurent als Léa
- 2015: The Danish Girl für Emerald Fennell als Elsa
- 2015: Girls und Panzer: Der Film für Mari Kirimura als Shinobu Kawanishi
- 2015: The Lobster – Hummer sind auch nur Menschen für Ariane Labed als Zimmermädchen
- 2015: Triage X für Masumi Asano als Miki Tsurugi
- 2015: UnREAL (Fernsehserie, 5 Episoden) für Elizabeth Whitmere als Dominique
- 2015: Cucumber für Anjli Mohindra als Veronica Chandra
- seit 2015: Chicago Med (Fernsehserie) für Patti Murin als Dr. Nina Shore
- 2015–2022: The Expanse für Lily Gao als Nancy Gao
- 2016: Allied – Vertraute Fremde für Marion Cotillard als Marianne Beauséjour
- 2016: Star (12 Episoden) für Joseline Hernandez als Michelle
- 2016–2018: Marvel’s Luke Cage (Fernsehserie, 13 Episoden) für Gabrielle Dennis als Tilda Johnson
- 2016–2018: The Path für Jeb Brown als Wesley Cox sowie für Britne Oldford als Noa
- 2016–2017: Degrassi: Die nächste Klasse (Fernsehserie) für Dalia Yegavian als Rasha Zuabi
- 2016–2022: Westworld für Lili Simmons als Abigail / Clementine „Clem“ Pennyfeather (II.)
- 2017: Riverdale (6 Episoden) für Sarah Habel als Geraldine Grundy/Jennifer Gibson
- 2017: Song to Song für Bérénice Marlohe als Zoey
- 2017: Der Low-Budget Stuntman für Maartje van de Wetering als Angela
- 2017: Marvel’s Inhumans für Serinda Swan als Medusalith Amaquelin „Medusa“ Boltagon
- 2017: Atomic Blonde für Sofia Boutella als Delphine Lasalle
- 2017: Der Buchladen der Florence Green für Charlotte Vega als Kattie
- 2017: Lore (1 Episode) für Haley Finnegan als Anne Otto
- 2017–2018: Tarzan und Jane (Fernsehserie) für Marci T. House als Angela Porter
- 2018: Black Lightning (1. Staffel) für Nafessa Williams als Anissa Pierce / Thunder / Blackbird
- 2018: Operation: Overlord für Mathilde Ollivier als Chloe
- 2018: The Romanoffs (Fernsehserie) für Inès Melab als Hajar
- 2018–2021: Britannia für Liana Cornell als Ania
- 2018: Kung Fu Panda: Die Tatzen des Schicksals (Fernsehserie) für Chrissy Metz als Mei Mei
- 2019: Chilling Adventures of Sabrina (Fernsehserie, 4 Episoden) für Skye P. Marshall als Mambo Marie LaFleur
- 2018: Quicksand – Im Traum kannst du nicht lügen (Fernsehserie) für Maria Sundbom als Lena Pärsson
- 2018: Tom Clancy’s Jack Ryan (Fernsehserie, Staffel 1)
- 2018: Collateral für Carey Mulligan als DI Kip Glaspie
- 2019: Eine wie Alaska für Lucy Faust als Madame O’Malley
- 2019: The Loudest Voice (Fernsehserie) für Aleksa Palladino als Judy Laterza
- 2019: Three Days of Christmas (Fernsehserie) für Sarah Perriez als Colette
- 2019–2024: Good Trouble (Fernsehserie)
- 2019–2022: Krieg der Welten (Fernsehserie) für Stéphane Caillard als Chloe Dumont
- 2020: Da 5 Bloods für Mélanie Thierry als Hedy
- 2020: Ninjago (Fernsehserie) für Erin Mathews als Lilly
- seit 2020: HIT – Wer erzieht hier wen? (Fernsehserie) für Rebeca Sala als Carla
- 2020: The Blacklist (Fernsehserie, 5 Episoden) für Natalie Paul als Francesca Campbell
- 2020–2022: Killing Eve (Fernsehserie, 9 Episoden) für Camille Cottin als Hélène
- 2021: Boss Level für Mathilde Ollivier als Gabrielle
- 2021:  The Last Man für Sydney Meyer als Nicole
- 2021: Fünffache Rache (Fernsehserie) für Ana Sofía Sánchez als Teresa
- 2021: Gossip Girl (Fernsehserie) für America Olivo als Martine
- 2023: Murder Mystery 2 für Mélanie Laurent als Claudette
- 2023: Navy CIS: L.A. für Regina Ting Chen
- 2023, 2025: Navy CIS für Amanda Clayton als Rachel Donahue und für Czarina Mireles als Robyn Kael
- 2024: Alles steht Kopf 2 für Adèle Exarchopoulos als Ennui (Null Bock)
- 2025: Das Fest geht weiter für Lola Naymark

## Theater
- 2009: Blut und Böse
- 2015: The power of yes
- 2016: Auf der Platte
- 2016:	One Land Many Faces
- 2017: Der kleine Wassermann
- 2017: Die Jagd beginnt – Live-Hörspiel
- 2017: Wunschkinder
- 2018: Die Jagd geht weiter Teil 2 (Live-Hörspiel)

## Hörbuch und Hörspiel
- Die Super-Duper-Zaubermaschine / Danessas Liebling. Das Original-Hörspiel zur TV-Serie: Enchantimals 1
- Die Gruselgeschichte / Küchenchaos. Das Original-Hörspiel zur TV-Serie: Enchantimals 2
- Das beste Abenteuer / Die Party Truppe. Das Original-Hörspiel zur TV-Serie: Enchantimals 3
- Das verlorene Geweih / Neue Nachbarn. Das Original-Hörspiel zur TV-Serie: Enchantimals 4
- Der Eisskulpturen Wettbewerb / Der Tuzi-Frucht Garten. Das Original-Hörspiel zur TV-Serie: Enchantimals 5
- Wer hat den Tag gerettet / Das Vorsprechen. Das Original-Hörspiel zur TV-Serie: Enchantimals 6
- Bühne frei für große Träume. Das Original-Hörspiel zum Film: Barbie
- Macht Musik: So spielt Ihr Team zusammen, statt nur Lärm zu produzieren
- Professor van Dusen im schwarzen Tann: Professor van Dusen – Die neuen Fälle 27
- It’s all about CHARISMA: Menschen bewegen wie Coco Chanel, Barack Obama & Co. Der Charisma-Code 5 3/4 für Führungskräfte